# AOL Sessions (album video)
AOL Sessions è un album video dei My Chemical Romance, pubblicato digitalmente il 18 dicembre 2007 dalla Reprise Records.

## Tracce
1. Welcome to the Black Parade – 5:02
2. Famous Last Words – 4:46
3. I Don't Love You – 3:55
4. Dead! – 3:08
5. Cancer – 2:31
6. House of Wolves – 2:55

## Formazione
- Gerard Way – voce
- Ray Toro – chitarra solista, cori
- Frank Iero – chitarra ritmica, cori
- Mikey Way – basso
- Bob Bryar – batteria